# Sochová
Sochová je hora v Hostýnsko-vsetínské hornatině a stejnojmenná přírodní rezervace v lokalitě Rajnochovice v okrese Kroměříž, uvnitř přírodního parku Hostýnské vrchy.

## Ochrana přírody
Důvodem ochrany je ekosystém horské květnaté jedlobučiny a svahového suťového lesa.
Na severní hranici rezervace roste smrk ztepilý (Picea abies) zapsaný na seznamu památných stromů v okrese Kroměříž.